# Шогенов, Марат Залимгериевич
Марат Залимгериевич Шогенов (26 августа 1984, Нальчик) — российский футболист, полузащитник. Мастер спорта России (2016).

## Биография
Начинал заниматься футболом в родном Нальчике. В 17 лет подписал контракт с клубом «Спартак-Нальчик», в котором играл до конца 2005 года. Трижды отправлялся в аренду — в «Нарт» в 2002 году и волжское «Торпедо» в 2004 и 2005 годах. С 2006 по 2017 годы года выступал в «Газовике», который покидал только однажды — во время аренды в клубе «Спартак-Нальчик» летом 2012 года.
В июне 2017 года подписал контракт с курским «Авангардом». Дебютировал за клуб 8 июля 2017 года в гостевом матче против «Олимпийца» из Нижнего Новгорода, завершившегося ничьей — 2:2. Марат отыграл все 90 минут. Первый гол забил спустя три недели, в игре с «Томью». Этот мяч не помог команде уйти от поражения со счётом 1:2.

## Достижения
«Оренбург»
- Победитель ФНЛ: 2015/16.
- Победитель Второго дивизиона ПФЛ (зона «Урал-Поволжье»): 2010
- Серебряный призёр Второго дивизиона ПФЛ (зона «Урал-Поволжье») (3): 2006, 2007, 2008
- Обладатель Кубка ФНЛ: 2016.
- Второе место на Кубке ПФЛ: 2010.
- Полуфиналист Кубка России: 2014/15.

«Авангард» (Курск)
- Финалист Кубка России (1): 2017/2018